# 反ポーランド感情
反ポーランド感情（はんポーランドかんじょう）はポーランド人及びポーランド文化に対する敵対的な態度・偏見・言動。英語では、ポロノフォビア(Polonophobia)や反ポロニズム(anti-Polonism)とも言われる。その実態は、ポーランド人やポーランド系の祖先を持つ移民に対する人種的・民族的な偏見や差別、さらには移民先の政府による半ば公然たる差別待遇まで、多岐にわたる。こういった偏見が、第二次世界大戦中・戦後の、とりわけドイツのナチスやウクライナの民族主義者やソビエト連邦によるポーランド人の大量虐殺などの残虐行為を正当化することになった。

## 概要
周辺の東ヨーロッパの旧共産圏諸国と比較して、他人種に対する差別が顕著であるポーランド人は、他のヨーロッパ諸国においてはむしろ歴史的背景から今日に至るまで差別され続けて来た。